# Hedbergella
Hedbergella es un género de foraminífero planctónico de la subfamilia Hedbergellinae, de la familia Hedbergellidae, de la superfamilia Rotaliporoidea, del suborden Globigerinina y del orden Globigerinida. Su especie-tipo es Anomalina lorneiana var. trocoidea. Su rango cronoestratigráfico abarca desde el Hauteriviense (Cretácico inferior) hasta el Maastrichtiense (Cretácico superior).

## Descripción
Hedbergella s.s. incluía especies con conchas trocoespiraladas, de forma discoidal-globular; sus cámaras eran globulares o ligeramente comprimidas, creciendo en tamaño de forma gradual; sus suturas intercamerales eran rectas e incididas; su contorno era redondeando o subpoligonal, y lobulado; su periferia era redondeada; su ombligo era estrecho; su abertura era interiomarginal, umbilical-extraumbilical, en forma de arco bajo y bordeada por un labio; presentaba pared calcítica hialina, macroperforada, con la superficie papilada o rugosa, con poros en túmulo o con crestas o rugosidades perforadas. Hedbergella s.l. (incluyendo Microhedbergella o Muricohedbergella entre otros) puede presentar también un superficie desde lisa a densamente pustulada (muricada).

## Discusión
Antes de la definición progresiva de géneros en la familia Hedbergellidae, Hedbergella se utilizaba como un taxón "cajón de sastre" para incluir multitud de especies ahora incluidas en Brittonella, Clavihedbergella, Fingeria, Hillsella, Lilliputianella, Lilliputianelloides, Liuella, Loeblichella, Microhedbergella, Muricohedbergella, Pessagnoina, Planogyrina, Planohedbergella, Praehedbergella, Pseudoclavihedbergella o Whiteinella. Sin embargo, la especie tipo de Hedbergella tiene una pared papilada debido a la presencia de poros en túmulo, por lo que en sentido estricto deben ser excluidas de Hedbergella especies que tengan un tipo de pared diferente. Así, por ejemplo, Praehedbergella, Microhedbergella, Lilliputianella y Lilliputianelloides presentan pared lisa, Clavihedbergella y Liuella pared punteada, Hillsella pared reticulada, Pessagnoina pared lisa ligeramente pustulada, Brittonella, Pseudoclavihedbergella y Whiteinella pared pustulada, Fingeria pared pustulada a rugosa, y Muricohedbergella, Loeblichella y Planohedbergella pared muricada. Clasificaciones posteriores han incluido Hedbergella en la superfamilia Globigerinoidea.

## Paleoecología
Hedbergella incluía especies con un modo de vida planctónico, de distribución latitudinal cosmopolita, y habitantes pelágicos de aguas superficiales (medio epipelágico y nerítico externo).

## Clasificación
Se han descrito numerosas especies de Hedbergella. Entre las especies más interesantes o más conocidas destacan:
- Hedbergella bizonae †
- Hedbergella delrioensis †
- Hedbergella flandrini †
- Hedbergella gorbachickae †
- Hedbergella hoelzli †
- Hedbergella holmdelensis †
- Hedbergella maslakovae †
- Hedbergella monmouthensis †
- Hedbergella planispira †
- Hedbergella sugali †
- Hedbergella sliteri †
- Hedbergella simplex †
- Hedbergella trocoidea †

Un listado completo de las especies descritas en el género Hedbergella puede verse en el siguiente anexo.
En Hedbergella se han considerado los siguientes subgéneros:
- Hedbergella (Asterohedbergella), aceptado como género Asterohedbergella
- Hedbergella (Clavihedbergella), aceptado como género Clavihedbergella
- Hedbergella (Favusella), aceptado como género Favusella
- Hedbergella (Ticinella), aceptado como género Ticinella